# Cerkev sv. Andreja, Velenje
Podružnična cerkev sv. Andreja je cerkev Rimskokatoliške cerkve v Šaleku pri Velenju. Stavba stoji na robu naselja, pod ruševinami gradu, ki je dal ime tudi celi dolini. Cerkev se po podatkih Jožeta Curka prvič omeni leta 1444. Sedanja stavba pa je nastala med letoma 1510 in 1516. V gotski cerkvi najdemo zvezdasto shemo ter kanelirane služnike, na katerih sloni obok. Današnje stavbno jedro daje vtis, da je bilo v celoti zgrajeno šele v začetku 16. stoletja. Cerkev ima status spomenika lokalnega pomena.

## Konservatorski posegi
Leta 1836 je cerkev pritegnila pozornost deželnega konservatorja Carla Haasa. V cerkvi se je ohranilo veliko opreme, med drugim freska Marije z detetom, grbonosec na vogalu zakristije, epitaf gospe Rosine Uršule Rambschüssl in glavni portal z angeloma in drugi.
Prenova cerkve se je začela leta 1896 in trajala 20 let, saj je bila konec 19. stoletja cerkev zelo zapuščena. Med prenovo so popravili stopnice na kor, slavolok so prirezali v gotskih oblikah, zavrgli star oltar sv. Vida in na njegovo mesto postavili nekdanji Andrejev oltar, za prezbiterij pa naročili nov oltar, napravili nova okna ter spremenili mnogo drugih stvari.
Med letoma 1974 in 1985 so se s strokovnim restavriranjem pri gradbeni obnovi cerkve konservatorji približali prvotni podobi cerkve. Kasnejših konservatorskih posegov ni bilo.

## Opis
Stavba je usmerjena proti vzhodu. Tlorisno shemo cerkve določajo pravokotna ladja s tristrano zaključenim prezbiterijem, zvonik pred zahodno fasado ladje, tristrano zaključeni kapeli na severni in južni stranici ladje ter na južno stran prezbiterija naslonjena zakristija. Zunaj je cerkev obkrožena z nizkim obzidjem, le ob prezbiteriju je cesta preblizu, zato zanj ni prostora. Tristrano zaključeni kapeli na podložnicah ladje sta nižji od le-te in prezbiterija. Svojo streho severna kapela deli z zakristijo v nadstropju, ki je prislonjena ob prezbiterij. Vsi elementi so kriti z bobrovcem. Pravokotno ladjo in tristrano zaključen prezbiterij je na začetku podpiralo dvanajst opornikov, danes zunanjščino členijo le še štirje oporniki ob prezbiteriju.
Pred zahodno fasado so v 17. stoletju dozidali zvonik, pod katerim je glavni vhod v cerkev. Nad zahodnim vhodom v zvonik je kartuša z letnicama 1649 in 1690 ter monogramom AVMA.
Ljudsko izročilo pravi, da so cerkev prizidali k stolpu, ki naj bi ga imeli gospodje s Šaleka v vasi, da so z njega z rogom klicali svoje lovce na lov.